# Fritz-Dietlof von der Schulenburg
Fritz-Dietlof Graf von der Schulenburg (5 de septiembre de 1902 - 10 de agosto de 1944) fue un funcionario de gobierno alemán y miembro de la resistencia alemana en el complot del 20 de julio contra Adolf Hitler.

## Desarrollo personal
Schulenburg nació en Londres, mientras su padre, Friedrich Graf von der Schulenburg, era en ese tiempo agregado militar del Imperio alemán en la Corte de San James en la capital británica. Su madre era Freda-Marie von Arnim (nacida en 1873). Como resultado de la naturaleza del trabajo de su padre, Schulenburg, sus cuatro hermanos, y su hermana Tisa von der Schulenburg, crecieron en diferentes lugares, incluyendo Berlín, Potsdam, Münster, y en la casa de campo de la familia, Schloss Tressow en el noroeste de Mecklemburgo. De acuerdo con la tradición de la nobleza prusiana, los hijos fueron en un principio educados estrictamente en casa por una institutriz.
En 1920, Schulenburg pasó su examen de Abitur en Lübeck. Después decidió no seguir una carrera como oficial militar, tradición de la familia, y en su lugar estudió Derecho en las universidades de Göttingen y Marburgo. Durante ese tiempo, se hizo miembro del Corps Saxonia Göttingen, una fraternidad alemana de estudiantes, y sufrió varios cortes como resultado de los tradicionales duelos con espadas. En 1923, tomó el examen estatal en Celle, y durante los siguientes cinco años fue empleado como aprendiz de servidor civil en Potsdam y Kyritz. En 1924, interrumpió su formación durante tres meses y sirvió como marinero en un vapor a Sudamérica y de regreso. Completó su formación en 1928, y se convirtió en funcionario público graduado (Asesor) en Recklinghausen.
Como hijo de una prominente antigua familia noble prusiana, Schulenburg era miembro de la clase gobernante del Imperio alemán, que estaba definida por los dos pilares del estado, el ejército y los funcionarios públicos. Debido a estos antecedentes, Schulenburg se sumergió en asuntos prácticos como la deuda agraria y la reforma agraria. Su visión romántica de la comunidad agrícola y la justicia social pronto le valieron el sobrenombre de "roter Graf" ("Conde Rojo") por sus colegas.

## Partido Nazi
El primer contacto de Schulenburg con el Partido Nazi sucedió en 1930, y para 1932 era miembro del partido, como el resto de su familia. En el mismo año, fue enviado a Prusia Oriental, donde ayudó a construir la base nazi. Schulenburg podía contarse entre los seguidores del Nazismo del "norte de Alemania", caracterizado por los hermanos Gregor y Otto Strasser. Gregor Strasser fue asesinado durante la Noche de los Cuchillos Largos por órdenes de Hitler. Otto Strasser escapó al exilio tras la Conferencia de Bamberg de 1930 donde se opuso a Hitler. Retornó a Alemania en 1956.
En marzo de 1933, Schulenburg fue nombrado para el consejo de gobierno en Königsberg y ganó creciente influencia, tanto como funcionario del gobierno como por miembro del Partido. Se casó con Charlotte Kotelmann en el mismo mes. Sus oficios en este tiempo eran principalmente establecer el Gleichschaltung (la política nazi que obligaba a la "coordinación" de los grupos sociales) entre funcionarios en el ámbito de su influencia, y también delegar oficios a miembros del Partido Nazi.
Sin embargo, Schulenburg crecientemente entró en conflicto con su superior, Erich Koch, el infame Gauleiter de Prusia Oriental. En 1934 se trasladó a la pequeña ciudad de Fischhausen, al oeste de Königsberg, como administrador de distrito. Los conflictos con Koch crecieron con el paso del tiempo, pero en 1937 fue promovido por el Ministerio del Interior alemán y fue enviado a Berlín como vicepresidente de la policía. Su inmediato superior era el Presidente de la Policía de Berlín, Wolf Heinrich von Helldorff, quien se resistió a tener a Schulenburg asignado durante un largo periodo. Al contrario de lo esperado, no obstante, los dos funcionarios muy diferentes se llevaron bien juntos.
En 1939, el año en el que Hitler atacó Polonia, Schulenburg fue nombrado Oberpräsident en funciones de la Alta y Baja Silesia. Para ese tiempo, el régimen nazi había llegado a verlo como políticamente poco confiable, y en 1940 fue excluido del Partido Nazi.

## Experiencias de guerra
A pesar de las reservas de los oficiales militares sobre los planes de conquista de Hitler, y a pesar del conflicto por el sórdido asunto de la dimisión del Comandante en Jefe Werner von Fritsch en 1938 (véase Escándalo Blomberg-Fritsch), Schulenburg se hizo voluntario para el servicio militar en el frente con entusiasmo patriótico. Después de que su superior, el Gauleiter y Oberpräsident Wagner, hubiera sido despedido, su puesto como Regierungspräsident ("Presidente de Gobierno") en Breslau se había vuelto de todos modos insostenible.
Como teniente en la reserva, Schulenburg fue enviado al batallón de la reserva del Regimiento de Infantería n.º 9 en Potsdam. Con esta unidad de élite, participó en la campaña rusa y fue condecorado con la Cruz de Hierro de primera clase. Sin embargo, no fue hasta sus experiencias en la invasión de la Unión Soviética en 1941-1942 que se convirtió en crítico con la conducta de Hitler en la guerra. Durante este periodo, su trabajo cambió a menudo, y al final retornó al batallón de reserva en Potsdam. Para entonces consideraba que su deber consistía en organizar la resistencia para derrocar a Hitler.

## Movimiento en la Resistencia
En el frente oriental, las crisis que se hicieron evidentes que incluían el aprovisionamiento, el liderazgo militar, y el trato a la población civil en las tierras conquistadas dieron a Schulenburg razones para desconfiar de los nazis. Su actitud hacia el Nazismo cambió radicalmente para entonces. Schulenburg observó con creciente ansiedad y disgusto la anarquía del régimen nazi, e hizo contactos con fuerzas opositoras con ideas afines del espectro de círculos políticos, incluyendo otros aristócratas prusianos como él. Uno de sus mayores amigos en los círculos de entonces era el Conde Peter Yorck von Wartenburg, otro descendiente de una familia noble prusiana históricamente famosa. Para 1942, participaba regularmente en los encuentros opositores del Círculo de Kreisau.
Un plan notablemente avanzado para la Europa de posguerra del grupo de la resistencia, coescrito por Schulenburg en 1943, dice:
"Lo especial sobre el problema europeo consiste en ser, en un área comparativamente pequeña, una multiplicidad de pueblos que deben vivir juntos en una combinación de unidad e independencia. Su unidad debe de ser tan estrecha que la guerra nunca más se libre entre ellos en el futuro, y los intereses exteriores de Europa pueden protegerse conjuntamente... La solución de los estados europeos solo puede efectuarse en una base federativa, con los estados europeos incorporándose a una comunidad de estados soberanos por su propia decisión libre."
Como noble, funcionario del gobierno, y oficial del ejército, Schulenburg tenía múltiples contactos, que usó con el tiempo para reclutar a conspiradores. Debido a estos lazos, especialmente con los círculos de resistencia civil en torno a Carl Friedrich Goerdeler y el grupo socialista (Reichsbanner Schwarz-Rot-Gold) en torno a Julius Leber, se mantuvo como un importante enlace.
Para 1943, Schulenburg había caído bajo sospecha de trabajar contra el régimen y pasó una noche bajo arresto. Sin embargo, debido a su estatus aristocrático y conexiones, fue liberado.

## Intento de golpe de Estado y ejecución
Schulenburg formaba parte del círculo secreto de conspiradores contra Hitler y estuvo activamente involucrado en los planes de la Operación Valquiria. Pretendían que fuera el jefe del Ministerio del Interior después de matar a Hitler. El 20 de julio de 1944, Schulenburg estuvo en el cuartel general de la revuelta, el Bendlerblock, sede de la inteligencia militar en Berlín, y fue arrestado ahí al día siguiente, poco después de que hubiera fallado el atentado contra la vida de Hitler. El 10 de agosto de 1944 fue juzgado por el famoso tribunal nazi, el Volksgerichtshof. En este juicio espectáculo, presidido por el infame nazi Roland Freisler, Schulenburg explicó sus acciones así:
"Asumimos este acto para proteger a Alemania de una miseria sin nombre. Esta claro de que seré colgado por ello, pero no me arrepiento y espero que otro, en un momento más afortunado, lo retome."
Durante el juicio Schulenburg se condujo con coraje y nunca perdió los nervios. En un punto Freisler, que se había estado dirigiendo a él durante el juicio como "Sinvergüenza Schulenburg", inadvertidamente lo llamó por su título hereditario de "Conde Schulenburg", tras lo cual Schulenburg lo interrumpió con humor diciendo, "Sinvergüenza Schulenburg, ¡por favor!" Freisler lo encontró culpable y lo sentenció a muerte.
Schulenburg fue ejecutado en la horca en la prisión de Plötzensee en Berlín posteriormente ese mismo día, el 10 de agosto de 1944.

## Familia
Dos de sus hijas, Charlotte y Angela, se casaron con hijos de Christabel Bielenberg, Nicholas y Christopher respectivamente; otra, Adelheid, se casó con Grey Ruthven, 2º Earl de Gowrie.

## Películas
- The Restless Conscience Archivado el 14 de enero de 2016 en Wayback Machine. (USA 1991)

- Datos: Q1530161
- Multimedia: Fritz-Dietlof von der Schulenburg / Q1530161